# Henri de La Rochejaquelein

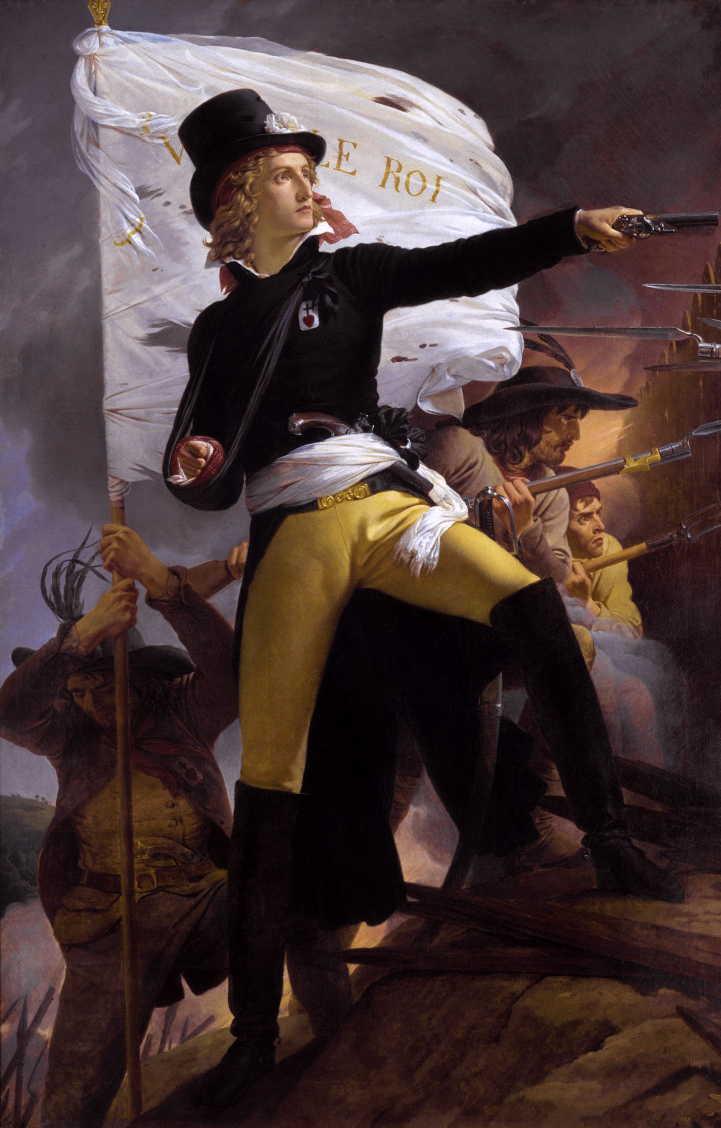
Henri de La Rochejaquelein.

Henri du Vergier, greve de La Rochejaquelein, född den 30 augusti 1772, död den 28 januari 1794, var en fransk ädling, anförare i Vendéekriget. Han var bror till Louis och Auguste de La Rochejaquelein.
de La Rochejaquelein, som blev officer vid kungens konstitutionella garde 1791, slöt sig 1793 till den antirepublikanska resningen i Vendée och visade många prov på lysande tapperhet. Det var även här som han gav sin kända order, "Mes amis, si j'avance, suivez-moi! Si je recule, tuez-moi! Si je meurs, vengez-moi!" ("Vänner, om jag anfaller, följ mig! Om jag retirerar, skjut mig! Om jag dör, hämnas mig!")
Den 19 oktober, två dagar efter vendéernas nederlag vid Cholet, blev han, trots sin ungdom, utsedd till deras överbefälhavare. Med den på högra Loirestranden åter ordnade huvudarmén segrade han den 26-27 oktober över konventets trupper vid Laval, förmåddes därefter genom utsikten till förening med väntade engelska landstigningstrupper att tåga åt nordväst ända till kusten, men misslyckades i ett anfall på Granville den 14 november och vände om. Under återmarschen vann han flera smärre drabbningar, hejdades vid Angers (4-5 december) och led den 12 december ett fullständigt nederlag vid Le Mans. Han ledde därefter i början av år 1794 det lilla kriget i trakten av Cholet, men nedsköts samma år i närheten av Nouaillé av en republikansk soldat, i det ögonblick denne skulle giva sig fången.